# Somewhere in England
Somewhere in England (с англ. — «Где-то в Англии») — сольный студийный альбом Джорджа Харрисона, вышедший в 1981 году.

## Об альбоме
Выпуск альбома был осложнен конфликтом Харрисона со звукозаписывающей компанией. Первоначальная авторская версия была отвергнута Warner Bros., потребовавшей, чтобы Харрисон убрал из альбома песни «Tears of the World», «Sat Singing», «Lay His Head» и «Flying Hour», которые менеджмент Warner Bros. посчитал чересчур пессимистическими. Вдобавок Харрисону предложили заменить оригинальный вариант обложки, на которой профиль музыканта был изображён на фоне карты Великобритании.
В конце 1980 года пришло ещё одно печальное известие — 8 декабря в Нью-Йорке был застрелен Джон Леннон. Оправившись от шока, Харрисон решил посвятить Леннону одну из незаконченных песен, предназначавшихся для альбома Ринго Старра Stop and Smell the Roses. Посвящённый Леннону сингл «All Those Years Ago» с изменённым первоначальным текстом был записан с участием Пола Маккартни, Ринго Старра, Линды Маккартни и музыканта группы Wings Денни Лейна.
Окончательная версия альбома с новыми песнями взамен четырёх убранных и с изменённой обложкой была выпущена 5 июня 1981 года.
Сингл-воспоминание о Ленноне «All Those Years Ago», выпущенный 11 мая 1981 года, достиг 2 места в чартах США и 13 места в чартах Великобритании, став самым успешным хитом Харрисона с 1973 года.

## Список композиций
Автор всех песен — Джордж Харрисон, если не указано иное.
1. «Blood from a Clone» — 4:03
2. «Unconsciousness Rules» — 3:05
3. «Life Itself» — 4:25
4. «All Those Years Ago» — 3:45
  - Посвящение Джону Леннону. Ударные — Ринго Старр. Бэк-вокал — Пол Маккартни, Линда Маккартни и Денни Лейн.
5. «Baltimore Oriole» (Оуги Кармайкл) — 3:57
6. «Teardrops» — 4:07
7. «That Which I Have Lost» — 3:47
8. «Writings on the Wall» — 3:59
9. «Hong Kong Blues» (Кармайкл) — 2:55
10. «Save the World» — 4:54
  - Включает в себя выдержки из композиции «Crying» с альбома Харрисона Wonderwall Music (1968)

В 2004 году Somewhere in England был перемастирован и переиздан с добавлением композиции:

### Оригинальный список композиций (не принятыйWarner Brothers)
1. «Hong Kong Blues» (Кармайкл)
2. «Writings on the Wall»
3. «Flying Hour» (Харрисон/Мик Ралфс)
  - Выпущена как бонус на iTunes-версии альбома
4. «Lay His Head»
  - Выпущена как би-сайд сингла Got My Mind Set On You
5. «Unconsciousness Rules» — 3:35
6. «Sat Singing»
7. «Life Itself»
8. «Tears of the World» — 4:03
  - Выпущена как бонус на переиздании альбома «Thirty Three & 1/3» в 2004 году
9. «Baltimore Oriole» (Кармайкл)
10. «Save the World»

## Участники записи
- Джордж Харрисон — вокал, гитары, синтезаторы, клавишные
- Ринго Старр — ударные
- Пол и Линда Маккартни, Денни Лейн — бэк-вокал на «All Those Years Ago»
- Рэй Купер — ударные, клавишные, синтезаторы, перкуссия
- Джим Келтнер, Дейв Мэттекс — ударные
- Вилли Викс — бас
- Херби Флауэрс — бас, туба
- Гэри Брукер, Эл Купер, Майк Моран, Нил Ларсен — клавишные и синтезаторы
- Том Скотт — лирикон, валторны
- Алла Раха — табла